# Fiat AS.14 / RS.14
Le Fiat RS.14 aussi appelé Fiat-CMASA RS.14 est un hydravion de reconnaissance maritime militaire italien à grand rayon d'action, bimoteur conçu au début des années 1930 par le constructeur italien Fiat Aviazione et fabriqué dans l'usine de la société CMASA, une filiale du groupe Fiat implantée à Marina di Pisa. 

## Conception
En 1937, la Regia Marina, la marine royale italienne, lance un appel d'offres avec un cahier des charges spécifique pour la fourniture d'un avion de reconnaissance maritime stratégique, à grand rayon d'action, destiné à remplacer les anciens CANT Z.501. La caractéristique principale de ces appareils est leur vitesse maximale, qui doit être importante, mais leur vitesse minimale en vol également, afin de bien visualiser les éléments sur la mer.

## Le projet
La direction de Fiat Aviazione confia l'étude à deux ingénieurs spécialistes, Manilio Stiavelli et Lucio Lazzarino qui conçurent un avion entièrement métallique, choix novateur à l'époque, qui fut baptisé RS.14 (avion de Reconnaissance Stiavelli). Sa configuration était un bimoteur monoplan, avec aile basse, un nez de fuselage entièrement vitré et deux flotteurs métalliques.
La production a été confiée à la filiale du groupe Fiat, spécialisée dans ce type d'appareils et comptant 15 ans d'expérience, la société CMASA de Marina di Pisa, fabriquant des coques métalliques des hydravions Dornier Wal.
Le premier prototype a volé en mai 1939, offrant d'excellentes performances en termes de maniabilité et de vitesse de pointe, pour atteindre 406 km/h, bien plus que ce qui était demandé dans le cahier des charges. Malheureusement, il a été décelé une petite défaillance dans les montants reliés aux flotteurs. Il fallut reprendre les études de structure, ce qui repoussa le début de la production en série. Les premiers appareils furent livrés en 1941.

## Engagements
Les tâches qui furent assignées à ces appareils étaient la reconnaissance maritime à grand rayon d'action, ainsi que l'escorte de convois maritimes entre l'Italie et sa colonie libyenne, et la lutte contre les sous-marins ennemis. Par contre, cet avion n'était pas adapté aux missions de recherche et de sauvetage en mer en raison de problèmes de stabilité par grosse mer.
Tous les appareils Fiat RS.14 étaient affectés en Sicile jusqu'au débarquement Allié en Italie en 1943. Lorsque les troupes américaines ont commencé l'invasion du territoire italien, de la Sicile vers le nord de la péninsule, beaucoup de ces avions ont été volontairement endommagés avant la retraite italienne, pour empêcher qu'ils ne tombent entre les mains de l'ennemi. 
28 avions ont été utilisés par l'Aeronautica Cobelligerante Italiana, la force aérienne pro-alliée créée après l'armistice de Cassibile, du 3 septembre 1943 jusqu'à la fin de la Seconde Guerre mondiale.
Avec la fin du conflit, l'Italie refonda son armée de l'air avec la création de l'Aeronautica Militare. Celle-ci a récupéré les 9 derniers exemplaires en état de vol. Ils sont restés en service jusqu'en 1950.

## Variantes
- Fiat R.S.14 : version de base dont deux prototypes ont été réalisés et 186 exemplaires fabriqués en trois séries : RS.14 - RS.14B & RS.14C, dont les différences étaient très mineures.
- Fiat AS.14 : version avion terrestre avec train d'atterrissage. Un seul exemplaire a été fabriqué.

## Utilisateurs
Italie
- Regia Aeronautica
- Aeronautica Cobelligerante Italiana

 République sociale italienne
- Aeronautica Nazionale Repubblicana

 Italie
- Aeronautica Militare